# Egyszerűen bonyolult
Az Egyszerűen bonyolult (eredeti címén: It's Complicated) 2009-ben bemutatott amerikai romantikus vígjáték, amelyet Nancy Meyers írt és rendezett. A főbb szerepekben Meryl Streep, Alec Baldwin és Steve Martin. 2009. december 10-én mutatták be az Egyesült Államokban. Magyarországon december 24-től volt látható a mozikban.
A produkciót három Golden Globe- és egy BAFTA-díjra jelölték. Habár a kritikusokat megosztotta a film, pénzügyileg nyereséges lett.

## Cselekmény
Jane sikeres pékség tulajdonosa. Tíz évvel ezelőtt elvált Jake-től, aki ügyvéd. Három közös gyermekük született, akik közül a legkisebb főiskolára megy, így Jane magányosnak érzi magát. Jake azóta feleségül vette Agness-t, akivel megcsalta Jane-t. Luke diplomaosztójára Jane és Jake együtt utaznak New Yorkba. Az este kellemesen telik, ami oda vezet, hogy ágyban kötnek ki. Jane azonnal megbánja a dolgot, de Jake hamarosan ráveszi, hogy viszonyt kezdjenek.
Egy nap azonban Jake összeesik a hotelszobában, és orvost kell hívniuk. A doktor lebeszéli Jake-et arról a gyógyszerről, amit gyakori vizelési panaszaira szed. Miután Jake nem jelenik meg egy randijukon, amelyre Jane egy bonyolult vacsorát ütött össze, a nő véget vet a viszonynak. Jane találkozgatni kezd Adammel, akit a háza átalakítására bérelt fel. Luke végzős partijára Jane végül Adamet hívja el, és sikeresen megjelennek mindketten betépve. A pár jó hangulata féltékennyé teszi Jake-et, aki végül maga is marihuánát szív, és táncolni viszi Jane-t. Agness ekkor fog gyanút, hogy a kettejüknek viszonya lehet.
A buli után Adam és Jane elmennek Jane pékségébe, ahol együtt készítenek csokis croissant-t, és romantikus csókkal zárják az estét. Jake és Agness szétköltöznek, a gyerekek pedig ráveszik az apjukat, hogy maradjon Jane házában. Jake megpróbálja elcsábítani Jane-t, de nem veszi észre, hogy a nő Adammel beszélget webkamerán. Jane bevallja Adamnek, hogy viszonyuk volt, de ő már véget vetett ennek. Adam azonban szakít a nővel, mert fél a csalódástól. Egy esős napon azonban újra felkeresi Jane-t, és csokis croissant-t szeretne vele készíteni.

## Szereplők
| Szerep           | Színész              | Magyar hangja     |
| ---------------- | -------------------- | ----------------- |
| Jane Adler       | Meryl Streep         | Bánsági Ildikó    |
| Jake Adler       | Alec Baldwin         | Csankó Zoltán     |
| Adam Schaffer    | Steve Martin         | Barbinek Péter    |
| Harley           | John Krasinski       | Nagy Ervin        |
| Lauren Adler     | Caitlin Fitzgerald   | Ruttkay Laura     |
| Gabby Adler      | Zoe Kazan            | Nemes Takách Kata |
| Luke Adler       | Hunter Parrish       | Szvetlov Balázs   |
| Agness Adler     | Lake Bell            | Peller Anna       |
| Pedro Adler      | Emjay Anthony        | Bogdán Gergő      |
| Joanne           | Mary Kay Place       | Halász Aranka     |
| Trisha           | Rita Wilson          | Spilák Klára      |
| Diane            | Alexandra Wentworth  | Hámori Eszter     |
| Sally            | Nora Dunn            | Incze Ildikó      |
| Ted              | Bruce Altman         | Rosta Sándor      |
| Peter            | Robert Curtis Brown  | Várkonyi András   |
| Dr. Moss         | James Patrick Stuart | Welker Gábor      |
| Annalise         | Blanchard Ryan       |                   |
| Dr. Allen        | Peter Mackenzie      | Háda János        |
| Chase            | Jimmy Clabots        |                   |
| orvos a hotelben | Pat Finn             | Kassai Károly     |
| Reynaldo         | Valente Rodriguez    | Beratin Gábor     |
| Melanie          | Marina Squerciati    |                   |

## Fogadtatás

### Kritikai visszhang
A Rotten Tomatoeson 58%-os minősítést ért el 183 értékelés alapján, a konszenzus szerint: „A vonzó szereposztás remek munkája ellenére az Egyszerűen bonyolult kiszámítható romantikus vígjáték, amely a finomság és az árnyaltság helyett a széleskörű nevetésre törekszik.” Ed Koch az Atlantictól azt írta: „A film nem visz fel a hegytetőre, és nem hagy emlékeket és utalásokat vitára, de nem fogsz unatkozni, ha megnézed. Anélkül, hogy kompromisszumot kötnék a mércémhez, a filmnek egy minősíthetetlen pluszt tudok adni.” Helen O'Hara az Empire Magazine-tól azt írta: „Mint Meyers összes filmje, ez is inkább a lakberendezési pornóról szól, mint a valódi emberi érzelmekről, és túl sokáig húzódik. Streep, Krasinski és Baldwin mégis olyan jók, hogy szinte működőképesnek tűnnek. Szinte.” Kevin Maher a Timestól azt írta: „Az Egyszerűen bonyolult az a fajta egészséges, felnőtt-orientált szórakoztatás, amely egykor a klasszikus Hollywood alapkövét képezte.”
A Metacritic 57 pontot adott a 100-ból 30 vélemény alapján. Michael O'Sullivan a Washington Posttól azt írta: „Az elvált pár viszonyáról szóló romantikus vígjátéknak sikerül egyszerre könnyednek és elég súlyosnak lennie ahhoz, hogy valamiféle üzenetet közvetítsen.” Manohla Dargis a New York Timestól azt írta: „Kellemes, bolondos, ha olykor ostoba is.” Scott Foundas a Village Voice-tól azt írta: „Ezt a rikító fiaskót látva enyhén lehangolónak találtam, ahogy Streep átgázolt ezen az erőltetett hóbortos mutatványon, minden egyes foghíjas mosolya és torokhangú kuncogása hatásosabb volt, mint Sophie Zawistowski lengyel akcentusa.”

### Bevétel adatai
A Box Office Mojo szerint a film nyereséges volt. A 85 millió dolláros költségvetésre 219 millió dolláros bevételt generált.

## Fontosabb díjak és jelölések
| Esemény               | Díj              | Kategória                                                     | Eredmény |
| --------------------- | ---------------- | ------------------------------------------------------------- | -------- |
| 63. BAFTA-gála        | BAFTA-díj        | Legjobb férfi mellékszereplő – Alec Baldwin                   | Jelölve  |
| 67. Golden Globe-gála | Golden Globe-díj | Legjobb filmmusical vagy vígjáték                             | Jelölve  |
| 67. Golden Globe-gála | Golden Globe-díj | Legjobb forgatókönyv                                          | Jelölve  |
| 67. Golden Globe-gála | Golden Globe-díj | Legjobb női főszereplő (musical vagy vígjáték) – Meryl Streep | Jelölve  |